# Chioides
Chioides is een geslacht van vlinders van de familie dikkopjes (Hesperiidae), uit de onderfamilie Eudaminae.

## Soorten
- C. catillus (Cramer, 1779)
- C. iverna Evans, 1952
- C. ixion (Plötz, 1881)
- C. marmorosa (Herrich-Schäffer, 1865)
- C. zilpa (Butler, 1874)